# Psychotria vanimoensis
Psychotria vanimoensis är en måreväxtart som beskrevs av Seymour Hans Sohmer. Psychotria vanimoensis ingår i släktet Psychotria och familjen måreväxter. Inga underarter finns listade i Catalogue of Life.